# Aqsaj
Aqsaj è una città del Kazakistan occidentale, situata a circa 50 km dal confine con la Federazione Russa; è il capoluogo del Distretto di Börílí.